# 阿尔弗里特·爱舍

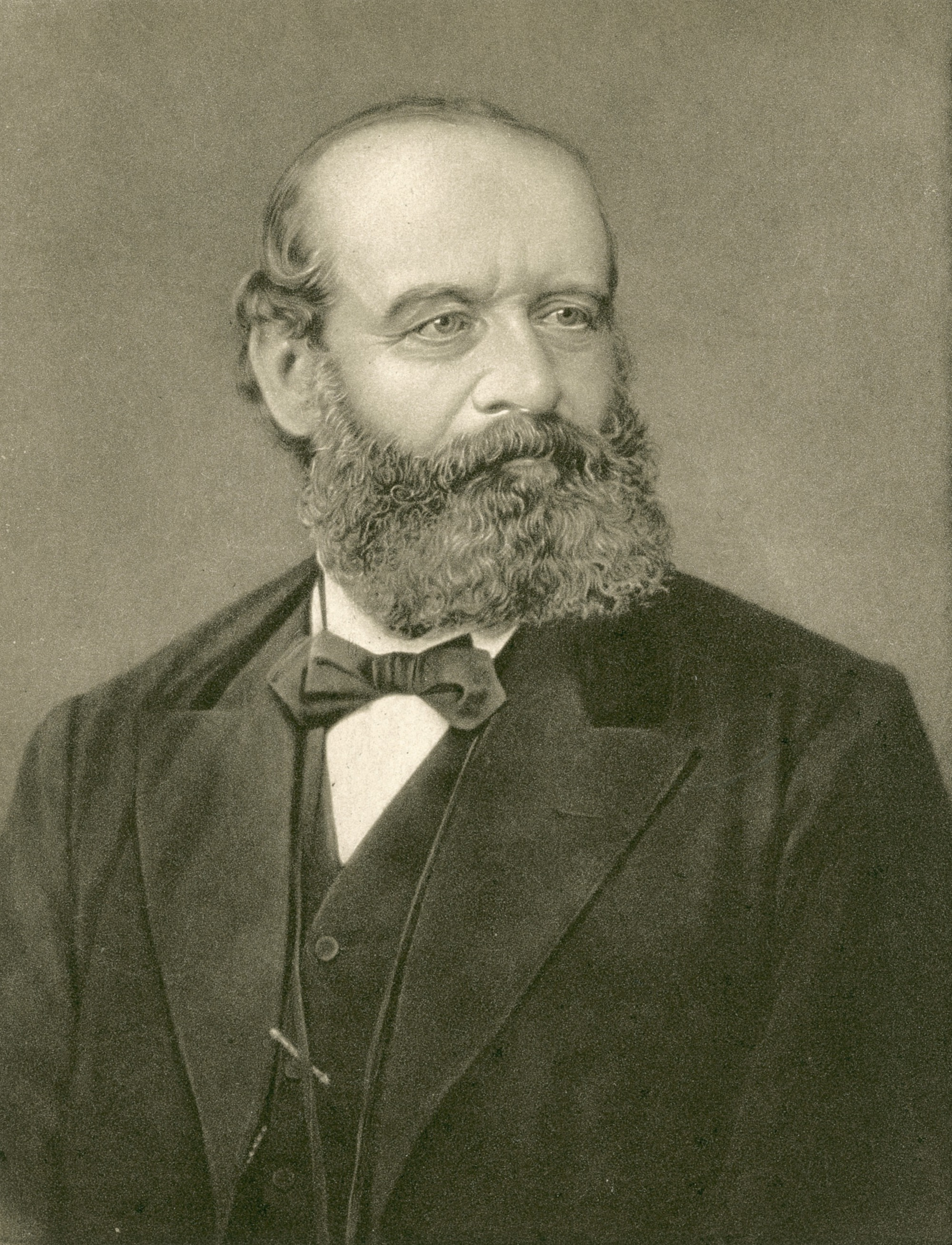
阿尔弗里特·爱舍肖像，1875年

约翰·海因里希·阿尔弗里特·爱舍·封·格拉斯（德語：Johann Heinrich Alfred Escher vom Glas，1819年2月20日—1882年12月6日），是一位瑞士政治家，经济领袖及铁路企业家。他政治职务为数众多，曾以自由民主黨人身份擔任國民院議員近34載，且參與建立及领导了瑞士东北铁路、瑞士联邦综合工学院（今苏黎世联邦理工大学）、瑞信集團、瑞士人寿养老保险公司及戈特哈德铁路公司，在十九世纪的瑞士政治与经济发展中具有了无人可比的影响力。